# Câmpina
Câmpina (rumænsk udtale: [ˈkɨmpina]) er en by i distriktet Prahova i Rumænien med  28.993 (2021) indbyggere. Den ligger nord for distriktsbyen Ploiești, ved hovedvejen mellem Valakiet og Transsylvanien. Dens eksistens er første gang attesteret i et dokument fra 1503. Den ligger i den historiske region Muntenien.

## Historie
Byen var tidligere et toldsted på handelsruten mellem Transsylvanien og Valakiet og udviklede sig i slutningen af det 19. århundrede og begyndelsen af det 20. århundrede som et center for olieudvinding og -forarbejdning. Mellem 1897 og 1898 var Câmpina stedet for det største olieraffinaderi i Europa.